# Chlorophytum serpens
Chlorophytum serpens là một loài thực vật có hoa trong họ Măng tây. Loài này được Sebsebe & Nordal mô tả khoa học đầu tiên năm 2005.